# 358 (tal)
358 är det naturliga talet som följer 357 och som följs av 359.

## Inom vetenskapen
- 358 Apollonia, en asteroid.

## Inom matematiken
- 358 är ett jämnt tal
- 358 är ett sammansatt tal
- 358 är ett defekt tal